# Ève Landry
Pour les articles homonymes, voir Landry.
Ève Landry (née le 5 juin 1985 à Saint-Pascal de Kamouraska au Québec) est une actrice et une improvisatrice canadienne.

## Biographie
Dès l'âge de douze ans, elle fait ses premières classes en improvisation théâtrale. En 2001, elle fonde le Tournoi Provincial d'Improvisation dans sa ville natale, qui deviendra le plus gros tournoi d'improvisation de niveau secondaire dans la province. Elle y retourne d'ailleurs comme invitée d'honneur lors de la dixième édition en 2011. À 18 ans, elle entre au Conservatoire d'art dramatique de Montréal et terminera en 2007. Elle est improvisatrice dans la Ligue d'improvisation montréalaise, et en 2010, elle est recrue de l'année à la Ligue nationale d'improvisation.
Elle s'est fait connaître du grand public pour son rôle de Jeanne Biron, un personnage féminin fort de la télésérie Unité 9 diffusée à la télévision de Radio-Canada durant 8 ans et qui l'amène à être invitée à l'émission Tout le monde en parle,.
Elle se rend au Festival de Cannes pour présenter la série dans le cadre du MIPCOM.

## Ambassadrice
Ève Landry est également devenue la porte-parole officielle et ambassadrice de la marque Montréalaise Cokluch en 2014.

## Vie privée
Depuis 2011, elle partage sa vie avec Jérémie Lemieux. En septembre 2016, elle annonce attendre leur premier enfant. En février 2017, elle donne naissance à leur premier enfant, une petite fille nommée Frédérique. En octobre 2017, elle dévoile être enceinte de son deuxième enfant, un petit garçon né le 26 mars 2018. En février 2025, elle révèle publiquement des aspects très personnels de sa sexualité.

## Filmographie
- 2009: Dédé, à travers les brumes : copine de Pat Esposito
- 2019: Il pleuvait des oiseaux : Rafaëlle (Raf)

## Télévision
- 2007: Rumeurs: courrier à vélo
- 2007: Les Boys: fille en voiture
- 2008: Virginie: déficiente intellectuelle
- 2010: Un monde sans pitié: Charlotte
- 2010: Musée Éden: Lucie Bolduc
- 2010: Penthouse 5-0: Mylène
- 2011: Mirador: Étudiante Vox pop
- 2012-2019: Unité 9 : Jeanne Biron
- 2013-2015 : Les Argonautes : Artémis
- 2015 : Les Salmigondis : Liliwat
- 2019-2021: M'entends-tu ? :  Carolanne
- 2019-2020 : Épidémie : Françoise
- 2021 : District 31 : Lieutenant Mélanie Charron
- 2022-2024 : À cœur battant : Gabrielle Laflamme[8]
- 2024- : Les armes : Kim Falardeau

## Web
- 2012 : Anne Ovule : Anne
- 2012 : La Boîte à Malle : rôles multiples
- 2012 : Les Béliers : Geneviève

## Théâtre
- 2009 : Labyrinthe, Maude, Youtheater.
- 2009-2012 : Éclats et autres libertés,Lily, Le Clou.
- 2010 : Je suis Cobain, Courtney Love et Frances Bean Cobain, SDF.
- 2010 : Caligua, Cesonia, Terre des Hommes.
- 2010-2012 : Chante avec moi, fille, Espace Libre.
- 2012 : Hamlet est mort, Dani, Théâtre de la Pacotille.
- 2013 : Sainte Carmen de la Main, Purple[9], Théâtre du Nouveau Monde.
- 2014-2015 : Dans la République du bonheur, Madeleine[10], Le Trident.
- 2015 : J'accuse, La fille qui encaisse, Théâtre d'Aujourd'hui.

- 2022 : Un ennemi du peuple

## Balados
- 2019 : Fréquences : Clara

## Expériences parallèles
- 2007-2015 : LIM, improvisation
- 2008-2015 : LNI, improvisation

## Prix et distinctions
2015 : Gémeaux, finaliste dans la catégorie Meilleur rôle de soutien féminin : série dramatique 
annuelle (14 à 26 épisodes), Unité 9.